# Oosterwold
Oosterwold is een woongebied in ontwikkeling in de Nederlandse provincie Flevoland. Het is een gezamenlijke onderneming van de gemeenten Almere en Zeewolde en het Rijksvastgoedbedrijf.

## Beschrijving
Het te ontwikkelen gebied betreft ruim 43 vierkante kilometer tussen de bebouwde kommen van beide plaatsen. Binnen Almere is Oosterwold onderdeel van het stadsdeel Almere Hout. Omdat "Oosterwold" in de ontwikkelingsfase al was ingeburgerd, werd de door de Almeerse naamgevingscommissie bedachte naam "Magisterhorst" door de bewoners afgewezen. Wel dragen de meeste straten nog steeds namen van sociologen, uitvinders en filosofen. Op voorstel van de bewoners kan daar echter van afgeweken worden.
In het gebied is plaats voor 15.000 woningen. Het is de bedoeling dat er ruimte voor landbouw en natuur blijft. Er is voorzien in 51% landbouw, 20,5% openbaar groen en 2% water. Het gebied, dat van tevoren bijna geheel uit landbouwgrond bestond, zal uiteindelijk dus voor minder dan 30% uit bebouwing bestaan. Centraal in de plannen staat het concept van organische ontwikkeling: de overheid heeft alleen de hoofdlijnen uitgezet en laat de details zoveel mogelijk aan de bewoners en de investeerders over. Dit betekent een breuk met de gebruikelijke Nederlandse ruimtelijke ordening, al heeft de gemeente Almere er wel eerder mee geëxperimenteerd.

## Geschiedenis
Negenduizend jaar geleden waren er al mensen in het gebied dat nu Oosterwold is. Het gebied is zeer rijk aan vondsten uit het Mesolithicum en het vroege Neolithicum. De archeologische vindplaatsen zijn grotendeels in situ behouden, wat betekent dat de bouwkavels zijn aangepast aan de ligging van de vindplaatsen. In het gebied is ook een 17e-eeuws scheepswrak uit de Zuiderzeetijd bewaard gebleven. Na de inpoldering werd het gebied decennia lang voor de landbouw benut.
Het plan voor Oosterwold werd in 2013 definitief door de gemeenteraden aangenomen. Omdat het bouwproces aan particulieren wordt overgelaten, is er geen streefdatum voor de realisatie ingesteld. In de zomer van 2014 werd een intentieovereenkomst tussen de gemeente en de eerste bewoners getekend. De gemeente stelde een 'gebiedsregisseur' aan, die afspraken tussen bewoners onderling in goede banen moet leiden. De eerste grondtransacties vonden plaats in december 2015. De bouw van woningen begon in januari 2016. De inschrijving voor het eerste deel van Oosterwold (westelijk van de rijksweg 27) werd in april 2021 gesloten.